# Walmart de México y Centroamérica
Walmart de México y Centroamérica, meestal afgekort als Walmex, is een onderdeel van het Amerikaanse bedrijf Walmart. Walmart heeft 70% van de aandelen in handen en het is de grootste divisie van het bedrijf buiten de Verenigde Staten. Het aandeel wordt sinds 1977 verhandeld op de Mexicaanse effectenbeurs (eerst als Cifra). Walmart de México y Centroamérica is de grootste detailhandel in Latijns-Amerika.

## Activiteiten
Op 31 december 2020 exploiteerde Walmart 2634 winkels in Mexico, onder de merknamen Walmart Supercenter, Superama, Sam's Club, Bodega Aurrerá, Mi Bodega Aurrera, Bodega Aurrera Express en Farmacia de Walmart. Het heeft verder 855 winkels in vijf andere Centraal-Amerikaanse landen. Van de totale omzet wordt 20% buiten Mexico gerealiseerd.
Vanaf 2012 was het bedrijf de grootste werkgever in de particuliere sector in Mexico. In 2017 telde het 237.000 werknemers. Het concurreert met Soriana, Comercial Mexicana, Chedraui, H-E-B, Casa Ley en S-Mart. 
Het bedrijf staat aan de Bolsa Mexicana de Valores (tickercode: WALMEX) genoteerd. De aandelen Cifra kregen in 1977 al een beursnotering in Mexico. De aandelen zijn opgenomen in de S&P/BMV IPC aandelenindex.

### Resultaten
Hieronder een overzicht van de belangrijkste gegevens sinds 2005. De sterke groei tussen 2005 en 2010 was ook het resultaat van de overname van  Walmart's activiteiten in Midden-Amerika begin 2010.
| Jaar | Omzet | Nettoresultaat | Vestigingen | Werknemers |
| ---- | ----- | -------------- | ----------- | ---------- |
| 2005 | 161   | 9,3            | 771         | 124.000    |
| 2010 | 335   | 19,6           | 2279        | 220.000    |
| 2015 | 486   | 26,4           | 3066        | 232.000    |
| 2020 | 697   | 33,4           | 3489        | 231.000    |

## Geschiedenis
In 1952 werd het bedrijf opgericht als Cifra door Jerónimo Arango. In 1958 werden de eerste winkels onder de merknaam Bodega Aurrerá geopend. In 1991 ondertekenden Cifra en Wal-Mart Stores, Inc. een joint venture-overeenkomst. De twee bedrijven besloten nauw te gaan samenwerken en er kwamen Walmart-winkels en Sam's Clubs in Mexico. In 1997 verhoogde Walmart zijn belang tot 51% in Cifra. Cifra kreeg de nieuwe naam Wal-Mart de Mexico, S.A. de C.V.. In april 2000 verhoogde Walmart het belang weer naar 60%. Na het voltooien van de overname van Walmart's activiteiten in Midden-Amerika in januari 2010, werd de nieuwe naam Walmart de Mexico y Centroamérica. Van 2007 had Walmart ook een bank in Mexico tot deze in 2015 werd verkocht aan Inbursa.
Alfa · Alpek · Alsea · América Móvil · Arca Continental · Banorte · BanRegio · Cemex · Coca-Cola FEMSA · Comercial City Fresko · Compartamos Banco · Empresas ICA · FEMSA · Genomma Lab Internacional · Gruma · Grupo Aeroportuario del Pacífico · Grupo Aeroportuario del Sureste · Grupo Bimbo · Grupo BMV · Grupo Carso · Grupo Elektra · Grupo Lala · Grupo México · IEnova · Inbursa · Industrias CH · Kimberly-Clark de México · Liverpool · Mexichem · OHL México · Peñoles · Pinfra · Santander México · Televisa · Walmart de México y Centroamérica